# 中华街道 (湛江市)
中华街道，是中华人民共和国广东省湛江市赤坎区下辖的一个乡镇级行政单位。

## 行政区划
中华街道下辖以下地区：
南方社区、新江社区、前进社区和中华社区。